# Qué Pretendes
"Qué Pretendes" é uma música do cantor colombiano J Balvin e do rapper porto-riquenho Bad Bunny. A música foi lançada em 28 de junho de 2019 como o primeiro single do álbum colaborativo Oasis. A música marca a terceira colaboração da dupla (excluindo remixes) em um single seguinte de 2018 "I Like It" de Cardi B em 2018.

## Desempenho comercial
Como o resto das músicas do Oasis, "Qué Pretendes" conseguiu figurar na parada da Billboard Hot Latin Songs, chegando ao segundo lugar. Foi o primeiro single do álbum a figurar na Billboard Hot 100, chegando ao número 65.

## Letra e composição
A letra da música gira em torno de terminar com um ex que continua voltando.

## Vídeo musical
O vídeo foi lançado juntamente com a música em 28 de junho pelo canal de J Balvin no YouTube. Superou três milhões de visualizações no YouTube em menos de 24 horas.

## Apresentações ao vivo
"Qué Pretendes" foi apresentado ao vivo no MTV Video Music Awards de 2019 em 26 de agosto de 2019.

## Desempenho nas paradas musicais
| Tabela musical (2019)                      | Maior posição |
| ------------------------------------------ | ------------- |
| Argentina (Argentina Hot 100)              | 24            |
| Colômbia (National-Report)                 | 1             |
| Colômbia (Monitor Latino)                  | 1             |
| Equador (Monitor Latino)                   | 1             |
| Espanha (PROMUSICAE)                       | 5             |
| Estados Unidos (Billboard Hot 100)         | 65            |
| Estados Unidos (Billboard Hot Latin Songs) | 2             |
| Guatemala (Monitor Latino)                 | 9             |
| Honduras (Monitor Latino)                  | 7             |
| Itália (FIMI)                              | 72            |
| Nova Zelândia (RMNZ)                       | 35            |
| Panamá (Monitor Latino)                    | 12            |
| Peru (Monitor Latino)                      | 1             |
| Porto Rico                                 | 11            |
| República Dominicana (Monitor Latino)      | 1             |
| Suécia (Sverigetopplistan)                 | 12            |
| Suíça (Schweizer Hitparade)                | 31            |

## Vendas e certificações
| Região | Certificação | Vendas  |
| --- | ------------ | ------- |
| Espanha (PROMUSICAE)                                                                                         | Platina      | 40,000^ |
| Estados Unidos (RIAA)                                                                                        | Platina      | 60,000‡ |
| ^distribuições baseadas apenas na certificação ‡vendas+valores de streaming baseados somente na certificação |              |         |